# 1014

## Събития
- 29 юли – византийската армия, начело с император Василий II Българоубиец, разбива войските на българския цар Самуил в подножието на планината Беласица при село Ключ.
- 15 октомври – За български цар е провъзгласен Гаврил Радомир.
- Битката при Клонтарф между ирландски и скандинавски викинги.

## Починали
- 3 февруари – Свен I, крал на Дания, Норвегия и Англия
- 6 октомври – В Преспа, Югозападна Македония, умира българският цар Самуил.
- 6 октомври – Катун Анастасия, българска княгиня